# Liste der Kulturdenkmäler in Hochstätten
In der Liste der Kulturdenkmäler in Hochstätten sind alle Kulturdenkmäler der rheinland-pfälzischen Ortsgemeinde Hochstätten aufgeführt. Grundlage ist die Denkmalliste des Landes Rheinland-Pfalz (Stand: 2. August 2023).

## Denkmalzonen
| Bezeichnung                          | Lage                                           | Baujahr         | Beschreibung                                                                   | Bild                           |
| ------------------------------------ | ---------------------------------------------- | --------------- | ------------------------------------------------------------------------------ | ------------------------------ |
| Denkmalzone Neuer jüdischer Friedhof | nördlich des Ortes; Flur Am Feilerpfad Lage    | 1912            | innerhalb des christlichen Friedhofs gelegenes Areal, belegt von 1912 bis 1935 | Fotos hochladen                |
| Denkmalzone Alter jüdischer Friedhof | westlich des Ortes; Flur Am Judenkirchhof Lage | 18. Jahrhundert | Areal mit Grabsteinen des 18. bis zum Anfang des 20. Jahrhunderts              | weitere Bilder Fotos hochladen |

## Einzeldenkmäler
| Bezeichnung         | Lage                | Baujahr                                     | Beschreibung | Bild                           |
| ------------------- | ------------------- | ------------------------------------------- | --- | ------------------------------ |
| Brücke              | Friedhofstraße Lage | erste Hälfte bis Mitte des 19. Jahrhunderts | zweibogige Brücke über die Alsenz und den verfüllten Mühlgraben, Sandstein, erste Hälfte bis Mitte des 19. Jahrhunderts | Fotos hochladen                |
| Brücke              | Hauptstraße Lage    | 1880                                        | zweibogige Brücke über die Alsenz, Sandsteinquader, bezeichnet 1880                                                     | Fotos hochladen                |
| Evangelische Kirche | Hauptstraße Lage    | 1772                                        | spätbarocker Saalbau, 1772, gotischer ehemaliger Chorturm                                                               | weitere Bilder Fotos hochladen |
| Wohnhaus            | Hauptstraße 14 Lage | um 1600                                     | Wohnhaus, teilweise Fachwerk, im Kern um 1600, im 18. Jahrhundert überformt                                             | Fotos hochladen                |